# Saint Vincent i Grenadyny na Letnich Igrzyskach Olimpijskich 2016
Saint Vincent i Grenadyny na Letnich Igrzyskach Olimpijskich 2016, które odbyły się w Londynie, reprezentowało 4 zawodników.
Był to ósmy start reprezentacji Saint Vincent i Grenadyn na letnich igrzyskach olimpijskich.

## Reprezentanci

### Lekkoatletyka
Mężczyźni
| Zawodnik                 | Konkurencja | Eliminacje | Eliminacje | Półfinał | Półfinał | Finał | Finał   |
| Zawodnik                 | Konkurencja | Wynik      | Miejsce    | Wynik    | Miejsce  | Wynik | Miejsce |
| ------------------------ | ----------- | ---------- | ---------- | -------- | -------- | ----- | ------- |
| Brandon Valentine-Parris | 400 m       | 47,62      | 6.         | NQ       | NQ       | NQ    | NQ      |

Kobiety
| Zawodniczka      | Konkurencja | Eliminacje | Eliminacje | Półfinał | Półfinał | Finał | Finał   |
| Zawodniczka      | Konkurencja | Wynik      | Miejsce    | Wynik    | Miejsce  | Wynik | Miejsce |
| ---------------- | ----------- | ---------- | ---------- | -------- | -------- | ----- | ------- |
| Kineke Alexander | 400 m       | 52,45      | 7.         | NQ       | NQ       | NQ    | NQ      |

### Pływanie
Mężczyźni
| Zawodnik          | Konkurencja   | Eliminacje | Eliminacje | Półfinał | Półfinał | Finał | Finał   |
| Zawodnik          | Konkurencja   | Czas       | Miejsce    | Czas     | Miejsce  | Czas  | Miejsce |
| ----------------- | ------------- | ---------- | ---------- | -------- | -------- | ----- | ------- |
| Nikolas Sylvester | 50 m dowolnym | 25,64      | 61.        | NQ       | NQ       | NQ    | NQ      |

Kobiety
| Zawodniczka  | Konkurencja      | Eliminacje | Eliminacje | Półfinał | Półfinał | Finał | Finał   |
| Zawodniczka  | Konkurencja      | Czas       | Miejsce    | Czas     | Miejsce  | Czas  | Miejsce |
| ------------ | ---------------- | ---------- | ---------- | -------- | -------- | ----- | ------- |
| Izzy Joachim | 100 m klasycznym | 1:17,37    | 38.        | NQ       | NQ       | NQ    | NQ      |